# 加藤俊夫
加藤 俊夫（かとう としお、1948年1月20日 - ）は、宮城県仙台市宮城野区出身の元プロ野球選手（捕手）・解説者。ニックネームは「ドン」。

## 経歴
仙台育英では2年次の1964年に夏の甲子園へ出場するが、1回戦で滝川高の芝池博明に0-1で完封負けを喫した。チームメイトでは1期上のエース・倉橋寛、遊撃手の佐藤博廸（南海）、同期の三塁手・石崎一夫がプロ入りしている。3年次の1965年夏は東北大会準決勝で磐城高に惜敗し、2年連続で甲子園には出場できなかった。高校時代から「大物」とうたわれ、通算打率.380をマークした。強肩と強打にプロ球界も目を付け、同年のドラフトでは大洋から2位で指名されているが、入団を拒否。
卒業後は1966年に日本軽金属で1年だけ控え捕手としてプレーし、同年の第2次ドラフト1位でサンケイアトムズに入団。
1年目の1967年は4月12日の広島戦（神宮）で初出場。同25日の阪神戦（神宮）で初めて先発マスクを被り、7月12日の巨人戦（神宮）で菅原勝矢から適時打を放って初安打・初打点を記録。
2年目の1968年には西鉄に移籍した岡本凱孝の後継正捕手に定着し、4月9日の阪神戦（神宮）で若生智男から初本塁打を放つ。
3年目の1969年は13本塁打と2年連続2桁本塁打を記録するが、1970年途中に自動車の無免許運転で逮捕され、球団から無期限出場停止処分を受けると、シーズン終了後に解雇された。
解雇後は地元の仙台に帰って家業を手伝っていたが、鈴木龍二セ・リーグ会長から「もしもまだ野球を続けたいという気持ちがあるのなら、一度、セ・リーグ事務局に来てほしい」という手紙が届き、球界への未練が断ち切れなかった加藤はすぐに上京。セ・リーグ事務局で東映フライヤーズの田沢八十彦代表を紹介され、大川博オーナーが「加藤君をこのままにしておくのは忍びない。どうか、あの子にうちで野球をやらせてあげてほしい」と亡くなる前に言っていたことを聞き、球界復帰が実現。
1972年に東映フライヤーズに入団して現役復帰したが、球団とは月10万円の契約を結び、月22万円程度であったヤクルト時代の半額以下となった。
それでも待遇面での不満は何もなく、もう一度、チャンスを貰えたことが嬉しかった加藤は「野球で取り返せばいい」と考えて頑張り、121試合に出場。
移籍した種茂雅之の後継を岡村幸治と争って正捕手の座に着き、球団が「日拓ホームフライヤーズ」となった1973年には給料が月30万円になって苦しかった生活が楽になったほか、オールスターゲーム出場も果たす。
一時は高橋博士に定位置を譲ることがあったが、1976年には奪還。
1977年には4年ぶりのオールスター出場を果たしたほか、初めて規定打席に到達し（12位、打率.270）、ベストナイン・ダイヤモンドグラブ賞を受賞。
1978年には2年連続オールスター出場を果たし、1979年5月のロッテ戦で1試合中に二盗、三盗、本盗を失敗するという珍記録を作ってしまうが、これと同時に作られた1試合3盗塁死は日本タイ記録である。加藤はこのシーズンで9回の盗塁失敗をしているが、その3分の1を1日で達成した。
1980年にはキャンプで新人木田勇の球を受けた時に「これは確実に15勝はできる」と直感し、開幕後も木田が投げる試合のほとんどにマスクを被るが、植村義信投手コーチから伝授されたパームボールを1試合で10球も使わせなかった。
1980年には4度目のオールスター出場を果たすなどパ・リーグを代表する捕手として活躍したが、その後は肩の衰えがウィークポイントとなり、大沢啓二監督が大宮龍男を育成する方針を打ち出す。
1981年は大宮に正捕手を譲り、シーズン中盤から出場機会が激減する。肘の故障が悪化して二塁への送球がほとんど出来ない状態になり、企図数25回で一度も阻止できなかった。ロッテとのプレーオフでは10月11日の第3戦（後楽園）に鍵谷康司の代打で出場し、レフト前に弾き返して2点勝ち越しの適時打を放つが、巨人との日本シリーズでは3試合に代打として起用されるも、いずれも凡退した。
1982年に岩井隆之との交換トレードで横浜大洋ホエールズへ移籍し、関根潤三監督が編み出した「ベテラン捕手三人体制」で辻恭彦・福嶋久晃との併用になり、主に3番手捕手として活躍。
日本ハム時代は大沢が滅茶苦茶であったため、大洋時代は怒らなかった関根の下で楽しくプレーしていたが、1983年の途中には若菜嘉晴が加入して以降は出場試合数が減少。
1985年には7月3日の阪神戦（甲子園）で2回に安打で出塁したが、屋鋪要の二塁打で二塁を回った直後に転倒して右足のアキレス腱を切断し、同年限りで現役を引退。
引退後は地元・仙台に帰郷し、大洋時代の背番号を冠したスナック「ツーナイン」のマスターをする傍ら 、東北放送「TBCダイナミックナイター」解説者・少年野球チーム「仙塩東リトルシニア」監督も務め、プロ野球マスターズリーグ・札幌アンビシャスの主戦捕手としても活躍した。TBC解説者時代は土屋弘光と共に長年に渡って宮城のプロ野球ファンに馴染みある解説を繰り広げ、捕手目線からの配球や投球術等が特徴的であった。札幌アンビシャスでは「他の選手がマスクを被ると不機嫌になるから、全試合マスクを被った」という逸話を残し、現役時代同様に渋い打撃とリードで活躍した。

## 詳細情報

### 年度別打撃成績
| 年 度      | 球 団                      | 試 合 | 打 席 | 打 数 | 得 点 | 安 打 | 二 塁 打 | 三 塁 打 | 本 塁 打 | 塁 打 | 打 点 | 盗 塁 | 盗 塁 死 | 犠 打 | 犠 飛 | 四 球 | 敬 遠 | 死 球 | 三 振 | 併 殺 打 | 打 率 | 出 塁 率 | 長 打 率 | O P S |
| ---------- | -------------------------- | ----- | ----- | ----- | ----- | ----- | -------- | -------- | -------- | ----- | ----- | ----- | -------- | ----- | ----- | ----- | ----- | ----- | ----- | -------- | ----- | -------- | -------- | ----- |
| 1967       | サンケイ アトムズ ヤクルト | 41    | 48    | 45    | 1     | 4     | 0        | 0        | 0        | 4     | 2     | 0     | 0        | 0     | 0     | 2     | 0     | 1     | 9     | 0        | .089  | .146     | .089     | .235  |
| 1968       | サンケイ アトムズ ヤクルト | 121   | 337   | 293   | 31    | 60    | 10       | 0        | 11       | 103   | 30    | 4     | 4        | 7     | 1     | 29    | 0     | 7     | 79    | 4        | .205  | .291     | .352     | .642  |
| 1969       | サンケイ アトムズ ヤクルト | 113   | 374   | 330   | 36    | 72    | 14       | 0        | 13       | 125   | 41    | 2     | 0        | 8     | 1     | 27    | 5     | 8     | 55    | 10       | .218  | .292     | .379     | .671  |
| 1970       | サンケイ アトムズ ヤクルト | 32    | 83    | 70    | 10    | 18    | 1        | 2        | 3        | 32    | 11    | 0     | 1        | 0     | 0     | 8     | 2     | 5     | 14    | 3        | .257  | .373     | .457     | .831  |
| 1972       | 東映 日拓 日本ハム         | 121   | 376   | 323   | 36    | 78    | 13       | 1        | 10       | 123   | 39    | 2     | 2        | 0     | 2     | 38    | 2     | 13    | 67    | 15       | .241  | .343     | .381     | .724  |
| 1973       | 東映 日拓 日本ハム         | 106   | 334   | 283   | 33    | 83    | 9        | 0        | 12       | 128   | 46    | 3     | 2        | 3     | 2     | 37    | 1     | 9     | 33    | 11       | .293  | .390     | .452     | .842  |
| 1974       | 東映 日拓 日本ハム         | 60    | 169   | 137   | 11    | 26    | 2        | 0        | 1        | 31    | 13    | 3     | 1        | 3     | 3     | 23    | 3     | 3     | 22    | 1        | .190  | .313     | .226     | .540  |
| 1975       | 東映 日拓 日本ハム         | 74    | 137   | 124   | 12    | 31    | 4        | 1        | 6        | 55    | 22    | 0     | 0        | 3     | 2     | 5     | 0     | 3     | 6     | 7        | .250  | .291     | .444     | .735  |
| 1976       | 東映 日拓 日本ハム         | 118   | 373   | 330   | 33    | 89    | 18       | 0        | 5        | 122   | 33    | 8     | 3        | 6     | 6     | 22    | 2     | 9     | 26    | 13       | .270  | .327     | .370     | .697  |
| 1977       | 東映 日拓 日本ハム         | 129   | 466   | 408   | 47    | 110   | 19       | 1        | 11       | 164   | 36    | 17    | 3        | 9     | 1     | 34    | 0     | 14    | 31    | 11       | .270  | .346     | .402     | .748  |
| 1978       | 東映 日拓 日本ハム         | 126   | 444   | 392   | 40    | 98    | 17       | 0        | 12       | 151   | 37    | 12    | 5        | 6     | 3     | 32    | 0     | 11    | 54    | 14       | .250  | .322     | .385     | .707  |
| 1979       | 東映 日拓 日本ハム         | 124   | 408   | 355   | 52    | 92    | 19       | 1        | 14       | 155   | 38    | 14    | 9        | 5     | 0     | 39    | 2     | 9     | 46    | 10       | .259  | .347     | .437     | .784  |
| 1980       | 東映 日拓 日本ハム         | 122   | 434   | 358   | 42    | 94    | 3        | 1        | 8        | 123   | 32    | 4     | 7        | 12    | 1     | 47    | 1     | 16    | 46    | 6        | .263  | .372     | .344     | .716  |
| 1981       | 東映 日拓 日本ハム         | 48    | 118   | 102   | 12    | 26    | 2        | 0        | 1        | 31    | 10    | 1     | 0        | 2     | 2     | 10    | 1     | 2     | 15    | 3        | .255  | .328     | .304     | .632  |
| 1982       | 大洋                       | 42    | 59    | 52    | 1     | 11    | 0        | 0        | 0        | 11    | 3     | 1     | 0        | 1     | 0     | 6     | 0     | 0     | 15    | 2        | .212  | .293     | .212     | .505  |
| 1983       | 大洋                       | 67    | 163   | 139   | 16    | 30    | 1        | 0        | 6        | 49    | 17    | 2     | 1        | 2     | 1     | 17    | 3     | 4     | 25    | 1        | .216  | .317     | .353     | .669  |
| 1984       | 大洋                       | 49    | 164   | 145   | 9     | 36    | 6        | 0        | 3        | 51    | 19    | 0     | 1        | 5     | 1     | 12    | 0     | 1     | 21    | 4        | .248  | .308     | .352     | .660  |
| 1985       | 大洋                       | 14    | 11    | 9     | 0     | 4     | 0        | 0        | 0        | 4     | 2     | 0     | 0        | 0     | 0     | 1     | 0     | 1     | 1     | 0        | .444  | .545     | .444     | .990  |
| 通算：18年 | 通算：18年                 | 1507  | 4498  | 3895  | 422   | 962   | 138      | 7        | 116      | 1462  | 431   | 73    | 39       | 72    | 26    | 389   | 22    | 116   | 565   | 115      | .247  | .331     | .375     | .707  |

- サンケイ（サンケイアトムズ）は、1969年にアトムズに、1970年にヤクルト（ヤクルトアトムズ）に球団名を変更
- 東映（東映フライヤーズ）は、1973年に日拓（日拓ホームフライヤーズ）に、1974年に日本ハム（日本ハムファイターズ）に球団名を変更

### 年度別守備成績
| 年 度 | 球 団              | 捕手  | 捕手     | 捕手     | 捕手     | 捕手     | 捕手 |
| 年 度 | 球 団              | 試 合 | 企 図 数 | 許 盗 塁 | 盗 塁 刺 | 阻 止 率 |      |
| ----- | ------------------ | ----- | -------- | -------- | -------- | -------- | ---- |
| 1969  | アトムズ ヤクルト  | 111   | 89       | 50       | 39       | .438     |      |
| 1970  | アトムズ ヤクルト  | 26    | 16       | 12       | 4        | .250     |      |
| 1972  | 東映 日拓 日本ハム | 113   | 125      | 85       | 40       | .320     |      |
| 1973  | 東映 日拓 日本ハム | 103   | 100      | 72       | 28       | .280     |      |
| 1974  | 東映 日拓 日本ハム | 57    | 69       | 53       | 16       | .232     |      |
| 1975  | 東映 日拓 日本ハム | 6     | 3        | 3        | 0        | .000     |      |
| 1976  | 東映 日拓 日本ハム | 112   | 120      | 72       | 48       | .400     |      |
| 1977  | 東映 日拓 日本ハム | 126   | 118      | 75       | 43       | .364     |      |
| 1978  | 東映 日拓 日本ハム | 119   | 117      | 75       | 42       | .359     |      |
| 1979  | 東映 日拓 日本ハム | 118   | 79       | 52       | 27       | .342     |      |
| 1980  | 東映 日拓 日本ハム | 117   | 84       | 67       | 17       | .202     |      |
| 1981  | 東映 日拓 日本ハム | 42    | 24       | 24       | 0        | .000     |      |
| 1982  | 大洋               | 25    | 19       | 14       | 5        | .263     |      |
| 1983  | 大洋               | 58    | 44       | 28       | 16       | .364     |      |
| 1984  | 大洋               | 49    | 45       | 37       | 8        | .178     |      |
| 1985  | 大洋               | 7     | 3        | 1        | 2        | .667     |      |
| 通算  | 通算               | 1189  | 1055     | 720      | 335      | .318     |      |

- 太字年はダイヤモンドグラブ賞の受賞

### 表彰
- ベストナイン：1回 （1977年）
- ダイヤモンドグラブ賞：1回 （1977年）

### 記録
初記録
- 初出場：1967年4月12日、対広島カープ2回戦（明治神宮野球場）、8回表に捕手として出場
- 初先発出場：1967年4月25日、対阪神タイガース3回戦（明治神宮野球場）、8番・捕手として先発出場
- 初安打・初打点：1967年7月12日、対読売ジャイアンツ12回戦（明治神宮野球場）、4回裏に菅原勝矢から適時打
- 初本塁打：1968年4月9日、対阪神タイガース1回戦（明治神宮野球場）、7回裏に若生智男からソロ

節目の記録
- 1000試合出場：1978年7月30日、対阪急ブレーブス後期7回戦（札幌市円山球場）、7番・捕手として先発出場　※史上201人目
- 100本塁打：1980年6月14日、対近鉄バファローズ前期9回戦（日生球場）、9回表に山口哲治から左越2ラン　※史上112人目
- 1500試合出場：1985年8月5日、対広島東洋カープ17回戦（横浜スタジアム）、8回裏に加藤博一の代打として出場、高木宣宏から適時打　※史上81人目

その他の記録
- オールスターゲーム出場：4回 （1973年、1977年、1978年、1980年）

### 背番号
- 27 （1967年 - 1970年）
- 33 （1972年 - 1973年）
- 22 （1974年 - 1981年）
- 29 （1982年 - 1985年）